# Sam Greenwood
Pour les articles homonymes, voir Greenwood.
Sam Greenwood, né le 26 janvier 2002 à Sunderland, est un footballeur anglais qui évolue au poste d'avant-centre au Leeds United.

## Biographie

### Carrière en club
Greenwood fait ses débuts avec Leeds le 10 janvier 2021, entrant en jeu lors d'une défaite 3-0 contre Crawley Town à l'occasion du troisième tour de la FA Cup,.
Le 5 juillet 2024, il rejoint Preston North End en prêt.

### Carrière en sélection
Avec les moins de 17 ans, il réussit la performance d'inscrire 12 buts en 15 matchs. Il est notamment l'auteur d'un doublé contre la France, puis d'un autre doublé contre la Suisse. Avec cette équipe il participe au championnat d'Europe des moins de 17 ans en mai 2019. Lors de cette compétition organisée en Irlande, il joue trois matchs. Il se met en évidence en inscrivant un but à chaque match. Malgré un bilan honorable d'une victoire, un nul et une défaite, l'Angleterre est éliminée dès le premier tour.
Avec les moins de 18 ans, il inscrit trois buts, contre en 2019, contre la Slovaquie, la Russie et la Norvège.
Greenwood fait ses débuts avec les espoirs anglais le 16 novembre 2021, entrant en jeu lors d'un match amical contre la Géorgie : alors que son équipe est déjà menée lorsqu'il remplace Folarin Balogun, il marque un but sur une passe décisive de Clinton Mola, dans ce qui aboutira à une défaite 3-2 des Anglais à Batoumi,.

## Statistiques
| Saison                | Club                    | Championnat           | Championnat | Championnat | Coupe nationale | Coupe nationale | Coupe de la Ligue | Coupe de la Ligue | Compétition(s) continentale(s) | Compétition(s) continentale(s) | Compétition(s) continentale(s) | Total | Total |
| Saison                | Club                    | Division              | M.          | B.          | M.              | B.              | M.                | B.                | Comp.                          | M.                             | B.                             | M.    | B.    |
| 2020-2021             | Leeds United            | Premier League        | -           | -           | 1               | 0               | -                 | -                 | -                              | -                              | -                              | 1     | 0     |
| 2021-2022             | Leeds United            | Premier League        | 7           | 0           | 1               | 0               | 1                 | 0                 | -                              | -                              | -                              | 9     | 0     |
| 2022-2023             | Leeds United            | Premier League        | 17          | 1           | 3               | 0               | 2                 | 0                 | -                              | -                              | -                              | 22    | 1     |
| Sous-total            | Sous-total              | Sous-total            | 24          | 1           | 5               | 0               | 3                 | 0                 | -                              | 0                              | 0                              | 32    | 1     |
| 2023-2024             | Middlesbrough FC (prêt) | Championship          | 22          | 5           | 1               | 0               | -                 | -                 | -                              | -                              | -                              | 23    | 5     |
| Total sur la carrière | Total sur la carrière   | Total sur la carrière | 46          | 6           | 6               | 0               | 3                 | 0                 | -                              | 0                              | 0                              | 55    | 6     |